# Odessa (Missouri)
Odessa – miasto w Stanach Zjednoczonych, w stanie Missouri, w hrabstwie Lafayette.